# Nicolas Archambault
Nicolas Archambault (mieux connu sous le diminutif de « Nico »), né le 18 octobre 1984 à Montréal, au Québec, est un chorégraphe, danseur contemporain et acteur canadien. Consacré « danseur favori des Canadiens » lors de la compétition So You Think You Can Dance Canada en 2008, il a cofondé la compagnie de chorégraphie Street Parade et le groupe électro-pop The Pinup Saints, dont il est le directeur artistique. Archambault a dansé aux côtés de Janet Jackson lors de la cérémonie des American Music Awards 2009 et a participé au clip Make Me de la chanteuse. Il est régulièrement juge pour des programmes télévisés de danse tels que Les Dieux de la danse, diffusée à ICI Radio-Canada et Danse avec les stars sur TF1.

## Biographie
Aîné de quatre enfants, Nicolas Archambault fait ses premiers essais de danse à l'âge de 7 ans, à l'école chorégraphique Louise Lapierre que fréquentent également ses sœurs. Il est traumatisé par les railleries à son sujet, étant le seul garçon du groupe. C'est à l'école secondaire Antoine de Saint-Exupéry à Saint-Léonard que Nicolas Archambault s'inscrit au programme danse-étude, mais, encore une fois, il est ostracisé, taxé d'être homosexuel et il est victime d'intimidation. En plus d'avoir une poussée de croissance trop rapide, il est maigre, et souffre de la maladie d'Osgood-Schlatter. Il est également impopulaire à l'école et, pour ces raisons, il participe aujourd'hui à une campagne canadienne contre l'intimidation à l'école et a, dans ce cadre, dessiné un t-shirt pour la cause.
Dès l'âge de 14 ans, Nicolas Archambault décroche ses premiers contrats. À 19 ans, alors qu'il étudie la danse à LADMII, l'école de danse contemporaine, on lui propose d'être le danseur freestyle de l'émission La Fureur, où il travaille pendant cinq ans. Durant cette période, il danse également dans de nombreuses revues musicales, dont celles d'Elvis Story, de Joe Dassin - La grande fête musicale, Night Fever, et dans la version lyrique de l'opéra-rock Starmania. Il a également été l'assistant du chorégraphe Brian Friedman.
En 2008, il participe à la première compétition de So You Think You Can Dance Canada, organisée à Toronto. Favori du public, des chorégraphes et du jury, il remporte la première position parmi 3 500 danseurs, au terme de neuf semaines de compétition. Il est le seul des danseurs à ne pas avoir été mis en danger par le public ou les juges. Il devient par la suite le chorégraphe en résidence de l'émission.

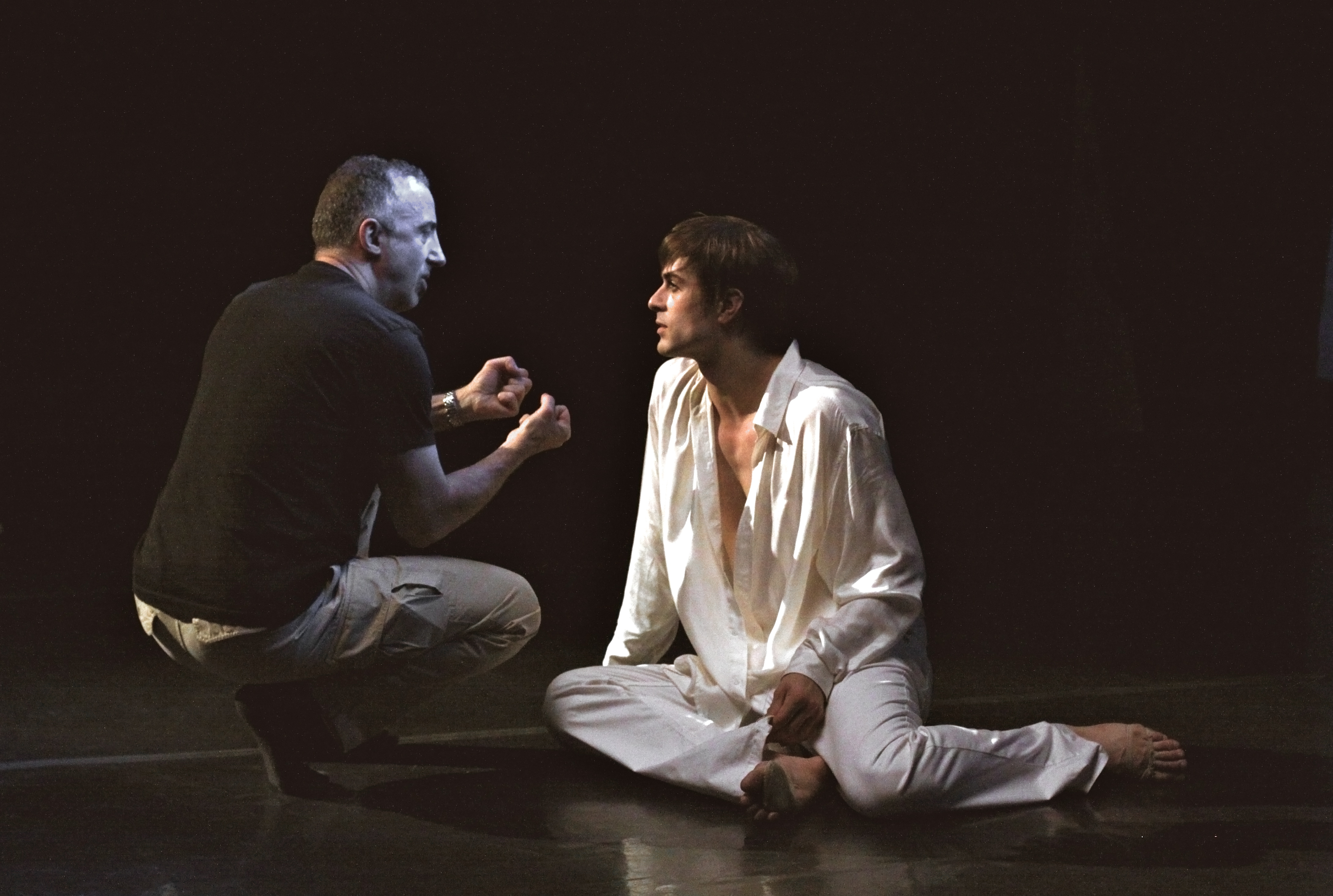
Le metteur en scène Moze Mossanen avec Nico Archambault sur le tournage de "Nureyev", 2009

Quelques semaines après son succès dans So You Think You Can Dance Canada, il est approché par la chanteuse Janet Jackson pour être son danseur principal dans le clip de la chanson Make Me, puis il partage la scène de la chanteuse lors de la cérémonie des American Music Awards 2009. La même année, il incarne le danseur russe Rudolf Noureev dans un téléfilm pour la chaîne canadienne Bravo!, dans laquelle il interprète un jeune issu d'un milieu pauvre qui rêve de gagner sa vie comme danseur et qui réalise son rêve grâce à un concours. La série Nureyev obtient six nominations au gala du Gemini Awards, dont une pour Archambault : « Meilleure performance dans un programme des arts du spectacle ou de série (individuel ou ensemble) ».
Malgré son immense succès aux États-Unis et au Canada anglais, Nicolas Archambault demeure largement inconnu du public québécois. C'est à la suite de la diffusion de l'émission du 29 novembre 2009 de Tout le monde en parle que le public fait enfin la rencontre du danseur. C'est d'ailleurs sur ce plateau qu'on apprend qu'il a refusé d'aller en tournée avec Michael Jackson parce qu'il avait d'autres projets et qu'il zézaie. Le réalisateur et chorégraphe du documentaire Michael Jackson's This Is It, Kenny Ortega, a dit que Nicolas Archambault était la raison pour laquelle les gars aiment « danser » : « Vous apportez une grande virilité ; vous êtes vrai, stable, puissant et fort (...) vraiment, c'est la danse la plus puissante que j'ai vue de toute la soirée, ».
Le 10 juillet 2010, Nicolas Archambault épouse Wynn Holmes, sa fiancée depuis 3 ans, et danseuse de Vancouver. Elle est également la chanteuse principale du groupe Pinup Saints : on peut voir apparaître Nicolas Archambault en tant que danseur dans certains clips de ce groupe, tels que Mister et Halo. En 2010, aux côtés du metteur en scène Serge Denoncourt, Nicolas Archambault chorégraphie le spectacle musical Le Blues d'la métropole qui honore le groupe Beau Dommage au Théâtre Saint-Denis de Montréal. 
En 2011, Nicolas Archambault se lance dans le cinéma en tant qu'acteur et chorégraphe : il fait partie de la distribution du film Sur le rythme, produit par Charles-Olivier Michaud,. Il se rend à Belgrade en Serbie avec Serge Denoncourt afin d'aider un groupe d'une trentaine d'adolescent Roms à monter des chorégraphies. GRUBB The Musical est un projet mis sur pied pour soutenir les jeunes tziganes avec des projets éducatifs et artistiques. À l'été 2011, Nicolas Archambault et son groupe d'adolescents se produisent au Festival international de jazz de Montréal.
À l'automne, il est à la barre d'une nouvelle émission à Radio-Canada, Ils dansent, mettant en vedette 10 danseurs choisis en audition. Tout au long de l'automne, les danseurs ont une chorégraphie basée sur un style de danse différent à chaque fois.
En février 2012, il devient l'un des juges de You Can Dance, adaptation française de l'émission américaine So You Think You Can Dance sur NT1 (chaîne de la TNT appartenant à TF1).
Depuis septembre 2015, il collabore à titre de juge à l'émission Les Dieux de la danse diffusée à ICI Radio-Canada.
En 2017, Nicolas Archambault participera au spectacle musical Saturday Night Fever, adapté du film La fièvre du samedi soir au Palais des sports de Paris. Il remplace Marie-Claude Pietragalla dans le jury de la version française Danse avec les Stars lors de la huitième saison pour l'automne 2017.
En 2020, il participe à l'émission documentaire Encré dans la peau sur les ondes d'Unis TV dans laquelle il parle de l'histoire et de la signification de ses tatouages. 
Il participe comme danseur professionnel à la treizième saison de Danse avec les Stars en France, avec la chanteuse Cœur de pirate comme partenaire ; leur duo est éliminé en tant que deuxième couple du concours. En 2025, il participe à la quatorzième saison avec la présentatrice Sophie Davant, mais leur duo est éliminé en troisième semaine.

## Carrière

### Danseur
- 2003 à 2008 : La Fureur : danseur freestyle
- 2005 : Dingue : clip de Humphrey
- 2006 : Joe Dassin - la grande fête musicale : danseur
- 2006-2007 : Night fever, Capitole de Québec
- 2008 : So You Think You Can Dance Canada : vainqueur de la compétition
- 2009 : Make Me : danseur principal dans le clip de Janet Jackson
- 2009 : American Music Awards : danseur de Janet Jackson
- 2009 : Starmania, en version lyrique
- 2017 : Saturday Night Fever : rôle principal de Tony Manero
- 2017 : Danse avec les stars (France) (saison 8) : juré
- 2022 : Annie, la comédie musicale produite par Juste pour rire au Théâtre St-Denis : danseur
- 2024 : Danse avec les stars (France) (saison 13) : Danseur / Partenaire de Cœur de Pirate
- 2025 : Danse avec les stars (France) (saison 14) : Danseur / Partenaire de Sophie Davant

### Chorégraphe
- 2009-2010 : So You Think You Can Dance Canada : chorégraphe en résidence
- 2010 : Le Blues d'la métropole : chorégraphie de la comédie musicale
- 2011 : Festival international de jazz de Montréal : chorégraphe de la troupe GRUBB The Musical
- 2011 : Mixmania 2 : chorégraphe de Tant que l'on s'aime (partie de Tommy Tremblay et Emmy Langlais)

### Acteur
- 2005 : À corps perdus : clip de Grégory Lemarchal
- 2008 : C'est chelou : clip de Zaho
- 2008 : La roue tourne : clip de Zaho
- 2009 : Je te promets : clip de Zaho
- 2009 : Nureyev, téléfilm sur Rudolf Noureev (Bravo!) : Rudolf Noureev
- 2010 : Vacances avec Derek : Jesse
- 2011 : Sur le rythme : Marc Painchaud
- 2014 : Quart de vie : Beau

### Animateur
- 2011 : Ils dansent : télé-réalité de Radio-Canada